# Giappone ai XXII Giochi olimpici invernali
Il Giappone ha partecipato ai XXII Giochi olimpici invernali, che si sono svolti dal 7 al 23 febbraio a Soči in Russia, con una delegazione composta da 136 atleti.

## Medaglie per sport
| Medaglie per sport    | Medaglie per sport | Medaglie per sport | Medaglie per sport | Medaglie per sport |
| --------------------- | ------------------ | ------------------ | ------------------ | ------------------ |
| Sport                 | Oro                | Argento            | Bronzo             | Totale             |
| Pattinaggio di figura | 1                  | 0                  | 0                  | 1                  |
| Snowboard             | 0                  | 2                  | 1                  | 3                  |
| Salto con gli sci     | 0                  | 1                  | 1                  | 2                  |
| Combinata nordica     | 0                  | 1                  | 0                  | 1                  |
| Freestyle             | 0                  | 0                  | 1                  | 1                  |
| Totale                | 1                  | 4                  | 3                  | 8                  |

## Medaglie

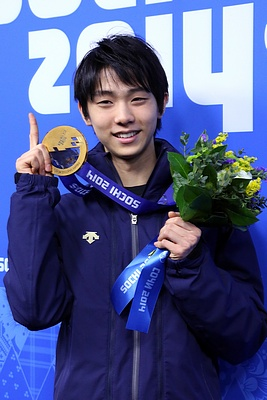
Yuzuru Hanyū è stato l'unico atleta giapponese capace di vincere la medaglia d'oro nei Giochi olimpici del 2014.

Yuzuru Hanyū è diventato il primo atleta asiatico capace di vincere la medaglia d'oro nella gara maschile di pattinaggio di figura ai Giochi olimpici.
| Medaglia | Atleta                                               | Sport                 | Evento                             | Data        |
| -------- | ---------------------------------------------------- | --------------------- | ---------------------------------- | ----------- |
| Oro      | Yuzuru Hanyū                                         | Pattinaggio di figura | Individuale maschile               | 14 febbraio |
| Argento  | Ayumu Hirano                                         | Snowboard             | Halfpipe maschile                  | 11 febbraio |
| Argento  | Akito Watabe                                         | Combinata nordica     | Trampolino normale                 | 12 febbraio |
| Argento  | Noriaki Kasai                                        | Salto con gli sci     | Trampolino lungo                   | 15 febbraio |
| Argento  | Tomoka Takeuchi                                      | Snowboard             | Slalom gigante parallelo femminile | 19 febbraio |
| Bronzo   | Taku Hiraoka                                         | Snowboard             | Halfpipe maschile                  | 11 febbraio |
| Bronzo   | Daiki Ito Noriaki Kasai Reruhi Shimizu Taku Takeuchi | Salto con gli sci     | Gara a squadre                     | 17 febbraio |
| Bronzo   | Ayana Onozuka                                        | Freestyle             | Halfpipe femminile                 | 20 febbraio |